# Itu'äer
Die Itu'äer waren seit spätestens Salmanasser III. Teil der assyrischen Armee.  Die itu'äischen Verbände unterstanden einem eigenen šaknu oder LU.GAL ituʾājī. Postgate hält sie für Vollzeit-Berufssoldaten. Sie waren den Provinz-Statthaltern zugeordnet und dienten als Militärpolizei bzw. wurden bei der Niederwerfung kleinerer Unruhen eingesetzt. Unter Tukulti-apil-Ešarra III. wurden sie gegen die Phönizier eingesetzt. Sie sind bis in die Zeit Assurhaddons nachgewiesen.
Teilweise wurden diese Soldaten mit Landzuweisungen belohnt und teilweise von Steuern befreit.
Die Itu'äer waren seit Tukulti-apil-Ešarra III. die wichtigste aramäische Einheit in der assyrischen Armee. Auf zeitgenössischen Reliefs werden sie in aramäischer Tracht als Bogenschützen dargestellt.